# Kloster Mar Elian
Koordinaten: 34° 14′ 10″ N, 37° 13′ 30″ O
Das Kloster Mar Elian (arabisch دير مار إليان), auch Deir Mar Elian al-Scheich al-Nasik (دير مار إليان الشّيخ النّاسك, DMG Dair Mār Ilyān aš-Šaiḫ an-Nāsik, „Kloster des Altehrwürdigen Heiligen Elian des Einsiedlers“) war ein syrisch-katholisches Kloster und eine Pilgerstätte bei al-Qaryatain.
Es wurde im 5. Jahrhundert gegründet und 2015 durch die Terrormiliz Islamischer Staat zerstört. Seit 2022 läuft der Wiederaufbau.

## Geschichte
Das Kloster lag an einer alten Oase am Übergang von der Steppe zur weiter östlich beginnenden Syrischen Wüste. Als der Heilige Elian während einer Pilgerreise nach Jerusalem starb, wurde er an dieser Stelle in einem Granitsarkophag bestattet. Über dem Grab entstand vermutlich im 4. Jahrhundert eine Kirche aus Stein und nachfolgend im 5. Jahrhundert ein Kloster. Dieses entwickelte sich in den folgenden Jahrhunderten zu einem Zwischenstopp für Pilger auf dem Weg nach Jerusalem und für Reisende auf der Seidenstraße. Während der Zeit des Osmanischen Reiches kam es zu Verfolgungen, die schließlich zu einem Ende des Klosterlebens in Mar Elian führten. Im 18. Jahrhundert wurde das zu diesem Zeitpunkt orthodoxe Kloster geschlossen.
Seit 2001 fanden archäologische Ausgrabungen mit britischer Unterstützung statt. Es fanden sich arabische Inschriften in der Kirche, ein Davidstern, Reste einer Ikonostase und anderes. 2003 wurde die alte Kirche teilweise restauriert. 2007 gründeten zwei Mönche des Klosters Dair Mar Musa al-Habaschi das Kloster neu. Es bemühte sich, eine Begegnungsstätte für Christen und Muslime zu sein. Seit Beginn des Bürgerkrieges 2011 nahm es Flüchtlinge aus Homs und den benachbarten Dörfern auf. Der damalige Prior Jacques Mourad bemühte sich mit dem Großmufti von Karjatain um eine versöhnliche Situation zwischen Muslimen und Christen.
Am 21. Mai 2015 wurde Pater Jacques Mourad von Kämpfern des Islamischen Staates entführt. In der Nacht auf den 6. August wurde Karjatain von diesen erobert. Zwei Wochen später wurde die alte Klosterkirche mit einem Bulldozer zerstört, die restlichen Gebäude wurden geplündert und in Brand gesetzt.
Pater Jacques Mourad wurde am 11. Oktober 2015 wieder freigelassen. Anfang April 2016 eroberte die syrische Armee al-Qaryatain zurück. Unmittelbar darauf entstanden Pläne, das Kloster wieder aufzubauen. In den Ruinen konnten noch im April die verstreuten Reliquien des Heiligen geborgen und von den Mönchen vorläufig nach Homs überführt werden.
Im März 2020 kehrte Mourad nach Mar Musa zurück und leitete die Restaurierung des Klosters ein. Zunächst wurden die Umfassungsmauer, die Kirche und das Grab des Heiligen unter Verwendung der vor Ort noch vorhandenen Steine wiederhergestellt. Wie von Pater Mourad angestrebt, konnten am 9. September 2022, dem Festtag des heiligen Elias, die Weihe der wieder aufgebauten Krypta und der restaurierten Kirche sowie die Rückkehr der 2016 geretteten Gebeine von Mar Elian erfolgen. Mehr als 350 Menschen, angereiste Gläubige und ortsansässige Muslime, waren bei der Zeremonie dabei, die vom syrisch-katholischen Erzbischof von Damaskus, Jihad Battah, geleitet wurde. Als besonderer Gast war auch der syrisch-orthodoxe Erzbischofs von Homs, Timotheos Matta al-Khoury, erschienen.